# Coppa Svizzera 1985-1986
La Coppa Svizzera 1985-1986 è stata la 61ª edizione della manifestazione calcistica. È iniziata il 9 agosto 1985 e si è conclusa il 19 maggio 1986. Questa edizione della coppa vide la vittoria finale del Sion.

## Squadre partecipanti
| Lega Nazionale A | Lega Nazionale B | Prima Lega Gruppo 1 | Prima Lega Gruppo 2 | Prima Lega Gruppo 3 | Prima Lega Gruppo 4 |
| ---------------- | ---------------- | ------------------- | ------------------- | ------------------- | ------------------- |

### 1º Turno Eliminatorio
Partecipano le squadre di Prima, Seconda e Terza Lega.
| Squadra 1          | Risultato | Squadra 2 |
| ------------------ | --------- | --------- |
| 9 e 10 agosto 1985 |           |           |

### 2º Turno Eliminatorio
Entrano in lizza le squadre di Lega Nazionale B.
| Squadra 1            | Risultato | Squadra 2 |
| -------------------- | --------- | --------- |
| 7 e 8 settembre 1985 |           |           |

### Trentaseiesimi di Finale
Entrano in lizza le 14 squadre di Lega Nazionale A.
| Squadra 1         | Risultato     | Squadra 2         |
| ----------------- | ------------- | ----------------- |
| 21 settembre 1985 |               |                   |
| Bienne            | 0 - 1(d.t.s.) | Aarberg           |
| Chênois           | 4 - 0         | Stade Payerne     |
| Chiasso           | 2 - 1         | Suhr              |
| Concordia Basilea | 1 - 9         | Basilea           |
| Dübendorf         | 1 - 0         | Baden             |
| Friburgo          | 0 - 1         | Vernier           |
| Klus/Balsthal     | 1 - 2(d.t.s.) | Aarau             |
| Laufen            | 1 - 2         | Lengnau           |
| Lugano            | 3 - 0         | Red Star Zurigo   |
| Malley            | 3 - 4(d.t.s.) | Sion              |
| Martigny          | 8 - 3         | Domdidier         |
| Meyrin            | 2 - 4         | Vevey             |
| Ostermundigen     | 0 - 6         | Winterthur        |
| Renens            | 0 - 2         | La Chaux-de-Fonds |
| Saint-Blaise      | 1 - 0         | Étoile Carouge    |
| Stäfa             | 0 - 7         | Lucerna           |
| Tuggen            | 1 - 6         | Bellinzona        |
| Turicum           | 0 - 6         | Locarno           |
| 22 settembre 1985 |               |                   |
| Boncourt          | 1 - 4         | Yverdon           |
| Breganzona        | 1 - 0         | Vaduz             |
| Breitenbach       | 1 - 4         | Grenchen          |
| Bremgarten        | 1 - 2         | Wettingen         |
| Brüttisellen      | 0 - 5         | Zurigo            |
| Effretikon        | 0 - 3         | San Gallo         |
| Glarus            | 1 - 2         | Kreuzlingen       |
| Lalden            | 0 - 1         | Servette          |
| Langenthal        | 0 - 3         | SC Zugo           |
| Monthey           | 1 - 11        | Neuchâtel Xamax   |
| Montreux-Sports   | 1 - 9         | Losanna           |
| Olten             | 0 - 2         | Grasshoppers      |
| Rüti              | 2 - 3         | Altstätten        |
| FC Zugo           | 0 - 1         | Young Boys        |

### Sedicesimi di Finale
| Squadra 1         | Risultato     | Squadra 2    |
| ----------------- | ------------- | ------------ |
| 12 ottobre 1985   |               |              |
| Aarau             | 6 - 0         | Breganzona   |
| Basilea           | 6 - 0         | Vernier      |
| Chênois           | 2 - 3(d.t.s.) | Young Boys   |
| Chiasso           | 1 - 3         | Lengnau      |
| La Chaux-de-Fonds | 8 - 0         | Saint-Blaise |
| Losanna           | 8 - 2         | Martigny     |
| Lucerna           | 4 - 1         | Dübendorf    |
| Neuchâtel Xamax   | 1 - 2         | Locarno      |
| San Gallo         | 3 - 0         | Bellinzona   |
| Sion              | 6 - 1         | Yverdon      |
| Wettingen         | 6 - 0         | Altstätten   |
| Winterthur        | 7 - 2         | Lugano       |
| 13 ottobre 1985   |               |              |
| Aarberg           | 0 - 4         | Vevey        |
| Grasshoppers      | 5 - 3(d.t.s.) | Zurigo       |
| Kreuzlingen       | 2 - 3(d.t.s.) | Grenchen     |
| SC Zugo           | 1 - 2         | Servette     |

### Ottavi di Finale
| Squadra 1         | Risultato      | Squadra 2  |
| ----------------- | -------------- | ---------- |
| 8 novembre 1985   |                |            |
| Basilea           | 4 - 1          | Losanna    |
| 9 novembre 1985   |                |            |
| Grasshoppers      | 5 - 2          | Young Boys |
| San Gallo         | 0 - 0(5-4 dcr) | Winterthur |
| Sion              | 4 - 2          | Vevey      |
| 10 novembre 1985  |                |            |
| La Chaux-de-Fonds | 3 - 0          | Grenchen   |
| Lengnau           | 2 - 0          | Aarau      |
| Locarno           | 1 - 3          | Servette   |
| Wettingen         | 4 - 0          | Lucerna    |

### Quarti di Finale
| Squadra 1         | Risultato      | Squadra 2    |
| ----------------- | -------------- | ------------ |
| 31 marzo 1986     |                |              |
| La Chaux-de-Fonds | 2 - 1          | Grasshoppers |
| Lengnau           | 0 - 6          | Basilea      |
| San Gallo         | 0 - 0(5-6 dcr) | Servette     |
| Sion              | 2 - 0          | Wettingen    |

### Semifinali
| Squadra 1         | Risultato     | Squadra 2 |
| ----------------- | ------------- | --------- |
| 15 aprile 1986    |               |           |
| Basilea           | 3 - 4(d.t.s.) | Servette  |
| La Chaux-de-Fonds | 0 - 2(d.t.s.) | Sion      |

### Finale
| Arbitro: | Philippe Mercier (Pully) |

| |            | |
| Balet 42’, 52’ Bonvin 82’                                                                                          | Marcatori  | 24’ Schnyder                                                                                              |
| Pittier Sauthier Rey Balet Fournier López Bouderbala Débonnaire Piffaretti (84' Perrier) Brigger Cina (78' Bonvin) | Formazioni | Burgener Geiger Hasler Lei-Ravello Bianchi Schnyder Opoku Nti Favre Decastel Kok Magnusson (74' Castella) |
| Donzé | Allenatori | Guillou                                                                                                   |